# 皮埃尔·戈捷
皮埃尔·戈捷（法語：Pierre Gauthier，1879年1月21日—？），生于巴黎，法国男子帆船运动员。他曾代表法国参加1924年夏季奥林匹克运动会帆船比赛，获得8米级铜牌。